# 국도 제121호선 (미국)

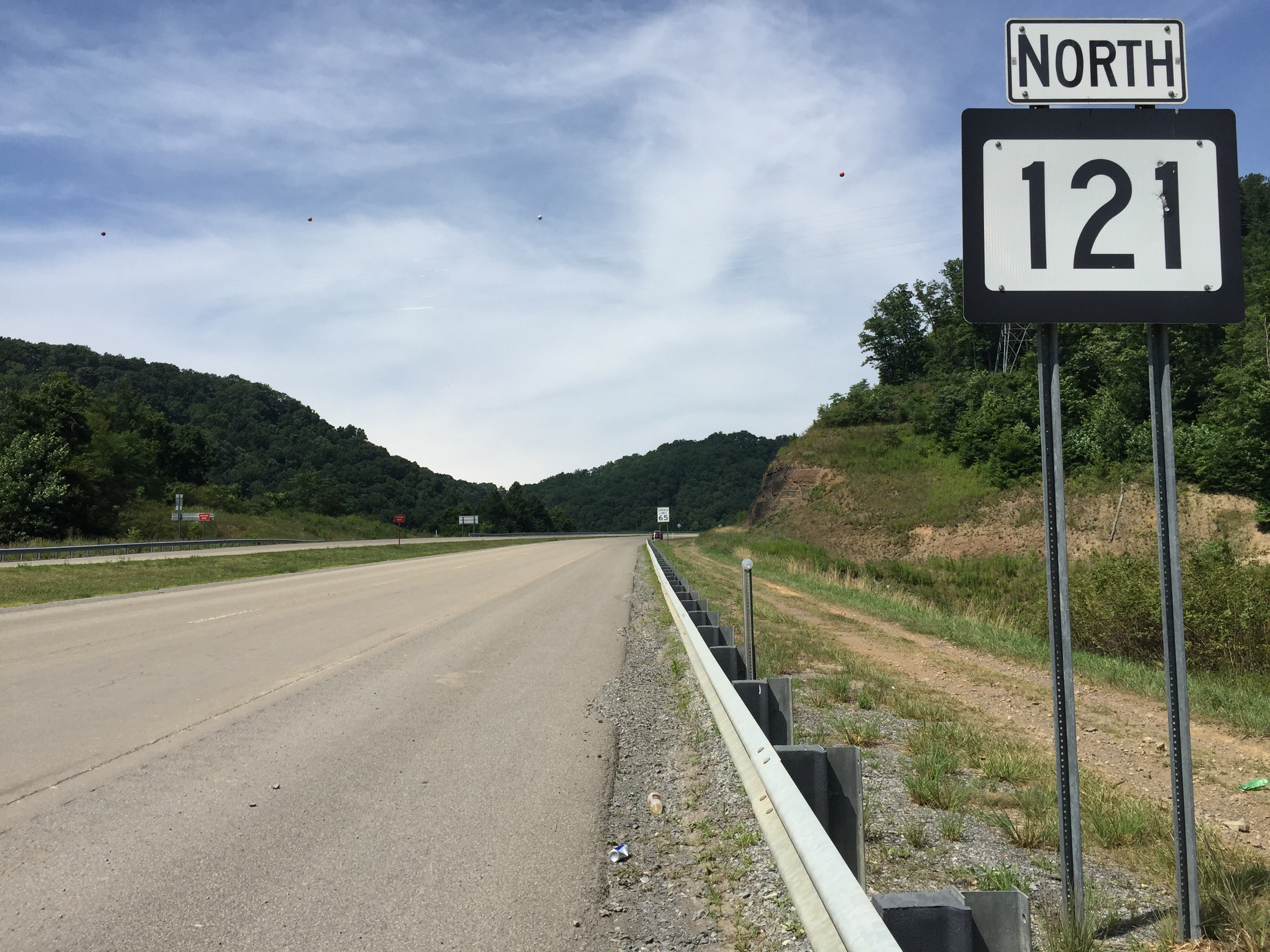
슬랩포크에서 웨스트버지니아주도 제121호선과 군도 제34호선이 서로 교행하고 있는 모습이며, 해당 방향으로 보면 거의 북쪽으로 향하고 있는 모습이다.

국도 제121호선(U.S. Route 121)은 버지니아주의 파운드와 웨스트버지니아주의 베클리를 사이에 둔 일반 국도로, 현재 이 도로가 국도로 지정되기 위해 제안되어 있는 도로 노선이기도 하다. 그래서 이 도로가 콜필드 간선도로(Coalfields Expressway)로 지정 및 제안되려고 계획중에 있기도 한다. 그래서 국도 제21호선의 보조 노선이기도 하며, 예전의 미국 121번 국도는 US 52라는 국도로 흡수합병된 것으로 드러나고 있다. 주요 경유지를 살펴 보면, 웨스트버지니아주에서는 주간고속도로 제64호선과 주간고속도로 제77호선이 서로 만나게되며, 와이즈군의 파운드에서는 국도 제23호선과도 연결되어 있다.